# Gudrun-Maersk-Klasse
Die Gudrun Mærsk-Klasse, reedereiintern Mærsk D-Klasse der Mærsk Line ist eine Containerschiffklasse. Die Schiffe des Typs waren bei ihrer Indienststellung die größten Containerschiffe weltweit.

## Geschichte
Nach den sechs Post-Panamax-Containerschiffen der Mærsk A-Klasse mit knapp 9000 TEU, die 2003–2004 von der Odense-Werft für die Maersk Line gebaut wurden, lieferte die Werft unter den Baunummern 197–202 von Juni 2005 bis Frühjahr 2006 sechs weitere jedoch um 15,0 Meter auf jetzt 367,28 Meter verlängerte Containerschiffe der Gudrun-Mærsk-Klasse an die Maersk Line. 
Mit Stellplätzen von über 9500 TEU und 115.700 tdw waren es bis September 2006 die größten Containerschiffe der Welt. Offiziell wird von der Reederei eine Containerzahl von 7500 TEU (beladen zu je 14 t) angegeben. Die inoffizielle Stellplatzzahl differiert zwischen 9500 TEU und 9930 TEU. Die Container können unter Deck in neun Lagen und 15 Reihen nebeneinander, an Deck in bis zu acht Lagen in 17 Reihen nebeneinander gestaut werden. Dazu stehen insgesamt 22 40-Fuß-Bays (16+6) zur Verfügung.
Das Deckshaus ist gegenüber der Mærsk A-Klasse um nochmals ein Deck erhöht und mit jetzt 11 Decks sind es die höchsten auf einem Containerschiff.
Angetrieben werden die Schiffe von einem bei HSD/Doosan gebauten Sulzer AG 12 RTflex-96C Dieselmotor mit 68.640 kW / 93.400 PS bei 100/min. Sie erreichen damit eine Dienstgeschwindigkeit von 25 Knoten. Die Besatzung besteht aus 15 Mann.
Die Schiffe fahren im Maersk-Liniendienst AE-1 und AE-2 auf der Route Nordeuropa – Fernost und bedienen in Deutschland nur Bremerhaven (North Sea Terminal) und Hamburg (Eurogate). 
Die Schiffe der Gudrun-Mærsk-Klasse wurden ab September 2006 als weltweit größte Containerschiffe von den ebenfalls in Odense gebauten Schiffen der Emma-Mærsk-Klasse übertroffen.

## Schiffe der Klasse
| Gudrun-Mærsk-Klasse | Gudrun-Mærsk-Klasse | Gudrun-Mærsk-Klasse | Gudrun-Mærsk-Klasse | Gudrun-Mærsk-Klasse                                  | Gudrun-Mærsk-Klasse        |
| Bauname             | Baunummer           | IMO-Nummer          | Rufzeichen          | Kiellegung Stapellauf Ablieferung                    | Umbenennungen und Verbleib |
| ------------------- | ------------------- | ------------------- | ------------------- | ---------------------------------------------------- | -------------------------- |
| Gudrun Mærsk        | L197                | 9302877             | OYAU2               | 10. Dezember 2004 30. März 2005 9. Juni 2005         | so in Fahrt                |
| Grete Mærsk         | L198                | 9302889             | OYCY2               | 5. November 2004 12. Juni 2005 18. August 2005       | so in Fahrt                |
| Gunvor Mærsk        | L199                | 9302891             | OYGC2               | 16. Dezember 2004 1. September 2005 20. Oktober 2005 | so in Fahrt                |
| Gjertrud Mærsk      | L200                | 9320233             | OYGH                | 17. Dezember 2004 29. Oktober 2005 15. Dezember 2005 | so in Fahrt                |
| Gerd Mærsk          | L201                | 9320245             | OYGM2               | 17. Dezember 2004 22. Dezember 2005 16. Februar 2006 | so in Fahrt                |
| Georg Mærsk         | L202                | 9320257             | OYGN2               | 17. Dezember 2004 23. Februar 2006 12. April 2006    | so in Fahrt                |